# 15144 Araas
A 15144 Araas (ideiglenes jelöléssel 2000 EK114) a Naprendszer kisbolygóövében található aszteroida. A LINEAR projekt keretében fedezték fel 2000. március 9-én.